# Marie Arnesen
Marie Benedicte Sophie Hedevig Arnesen (født 1. juli 1824, død 21. juni 1891) var en dansk lærer og søster til Benedicte Arnesen Kall
Som ung var Marie Arnesen lærer på en sjællandsk herregård og i 1845 blandede hun sig i en politisk strid om forholdet mellem dansk og tysk i Slesvig-Holsten. Under pseudonymet Valgerda skrev hun et åbent brev til den tyske professor Ernst Moritz Arndt i anledning af hans dårlige omtale af det danske folk. Johan Ludvig Heiberg var med til at gøre pseudonymets berømt ved at skrive komedien Valgerda, i 1847, hvor han digtede videre på brevepisoden.